# Mangora taraira
Mangora taraira là một loài nhện trong họ Araneidae.
Loài này thuộc chi Mangora. Mangora taraira được Herbert Walter Levi miêu tả năm 2007.